# 興古郡
興古郡（こうこ-ぐん）は、中国にかつて存在した郡。三国時代から唐代にかけて、現在の雲南省南東部に設置された。

## 概要
225年（建興3年）、蜀漢の諸葛亮の上書により建寧郡と牂牁郡が分割されて、興古郡が立てられた。興古郡は益州に属し、郡治は宛温県に置かれた。
271年（晋の泰始7年）、寧州が立てられると、興古郡は寧州に転属した。晋の興古郡は律高・句町・宛温・漏臥・毋棳・賁古・勝休・鐔封・漢興・進桑・都夢の11県を管轄した。
南朝宋のとき、興古郡は漏臥・宛暖・律高・西安・句町・南興の6県を管轄した。
南朝斉のとき、興古郡は西中・宛暖・律高・句町・漏臥・南興の6県を管轄した。
南朝梁のとき、興古郡は廃止された。